# Pentatonix
Pentatonix (eller PTX) är en amerikansk vokalgrupp som ursprungligen bestod av Scott Hoying, Kirstin Maldonado, Mitch Grassi, Avi Kaplan och Kevin Olusola. 
De tre förstnämnda började som en trio i High School och ville delta i den amerikanska tv-showen The Sing-Off, men minst fyra medlemmar krävdes. Då hittade de Kaplan och Olusola genom en gemensam vän respektive Youtube, och bildade kvintetten. De vann The Sing-Off och jobbade även med sin första skiva PTX: Volume 1.  De är även aktiva på Youtube och andra sociala medier och bygger på så sätt sin följarbas. 
Sen dess har de turnerat i Nordamerika, Europa och Asien, och släppt fler album. De vann 2015, tillsammans med producenten Ben Bram, en Grammy i kategorin bästa arrangemang för sitt Daft Punk-medley. Året därpå vann de åter en Grammy för "Dance of the Sugar Plum Fairy" och 2017 vann de tillsammans med Dolly Parton en Grammy i kategorin Best Country Duo/Group Performance för sin version av "Jolene".
Kaplan slutade i gruppen i maj 2017 och ersattes samma år av Matthew Sallee.

## Medlemmar
- Scott Hoying – baryton, lead och bakgrund (2011-)
- Mitch Grassi – tenor, lead och bakgrund (2011-)
- Kirstin Maldonado – mezzosopran, lead och bakgrund (2011-)
- Matthew Sallee – bas, lead och bakgrund (2017-)
- Kevin Olusola – beatboxing, bakgrund, cello (2011-)

Tidigare medlemmar
- Avi Kaplan – bas, lead och bakgrund (2011-2017)

## Diskografi
- PTX, Volume 1 (EP, 2012)
- PTXmas (EP, 2012)
- PTX, Vol. II (EP, 2013)
- PTX, Vols. 1 & 2 (fullängd/samling, 2014)
- PTX, Vol. III (EP, 2014)
- That's Christmas to Me (fullängd, 2014)
- Pentatonix (fullängd, 2015)
- PTX, Vol. IV - Classics (EP, 2017)
- A Pentatonix Christmas Deluxe (fullängd, 2017)[9]